# Brüggler
Brüggler är en bergstopp i Schweiz.   Den ligger i kantonen Glarus, i den östra delen av landet, 120 km öster om huvudstaden Bern. Toppen på Brüggler är 1 777 meter över havet, eller 94 meter över den omgivande terrängen. Bredden vid basen är 0,39 km.
Terrängen runt Brüggler är bergig åt sydost, men åt nordväst är den kuperad. Runt Brüggler är det ganska tätbefolkat, med 179 invånare per kvadratkilometer.. Närmaste större samhälle är Rapperswil, 17,1 km nordväst om Brüggler. 
I omgivningarna runt Brüggler växer i huvudsak blandskog.